# James H. Hill
James H. Hill   (Eldwick, 1 d'agost de 1919 - Londres, 7 d'octubre de 1994) va ser un director de cinema, productor i guionista anglès.

## Filmografia

### Cinema
- 1961: The Kitchen, amb Carl Möhner
- 1962: The Dock Brief amb Peter Sellers, Richard Attenborough
- 1964: The Golden Head (codirector: Richard Thorpe), amb George Sanders, Robert Coote
- 1965: Born Free
- 1965: A Study in Terror amb John Neville, Anthony Quayle, Patrick Newell
- 1970: The Man from O.R.G.Y. amb Robert Walker Jr.
- 1971: Bellesa negra (Black Beauty) amb Walter Slezak

### Televisió
- The Avengers (1961-1969) / Temporada 4, Episodi 5 Castle De'ath; Episodi 19 ‘'Quick-Quick Slow Death; Episodi 26 Honey for the Prince ;
  - 1967, Temporada 5: Episodi 11 Epic; Episodi 14 Something Nasty in the Nursery;
  - 1968, Temporada 6, Episodi 1 The Forget-Me-Knot; Episodi 11 Look - (Stop me if you've heard this One) - but there were these Two Fellers... ;
  - 1976, Temporada 1: Episodi 7 To catch a Rat; Episodi 9 Faces.

- The Persuaders! (1971-1972) - :
  - 1971: Episodi 16 A Home of One's Own.

## Premis i nominacions
Premis
- 1961: Oscar al millor documental per Giuseppina

Nominacions
- 1964: Oscar al millor documental per The Home-Made Car